# جودی واتلی
جودی واتلی (انگلیسی: Jody Watley؛ زادهٔ ۳۰ ژانویهٔ ۱۹۵۹) خواننده، ترانه‌سرا، تهیه‌کننده موسیقی و رقصندهٔ آمریکایی است که به عنوان یکی از تأثیرگذارترین چهره‌ها در سبک‌های آراندبی، پاپ و موسیقی رقص شناخته می‌شود. او در دههٔ ۱۹۸۰ و ۱۹۹۰ با ترکیب مد، موسیقی و رقص به شهرت رسید و به عنوان یکی از پیشگامان موسیقی پاپ و رقص مورد تحسین قرار گرفت.
وی همچنین برندهٔ جوایزی همچون جایزه گرمی بهترین هنرمند جدید شده است.

## زندگی اولیه و آغاز فعالیت
جودی واتلی در شیکاگو، ایلینوی متولد شد و از کودکی به موسیقی علاقه داشت. او در نوجوانی به برنامهٔ تلویزیونی Soul Train پیوست و به عنوان یک رقصندهٔ بااستعداد توجه‌ها را به خود جلب کرد. این تجربه راه را برای ورود او به دنیای موسیقی باز کرد.

## شهرت با گروه Shalamar
واتلی در اواخر دههٔ ۱۹۷۰ به عنوان یکی از اعضای اصلی گروه Shalamar به شهرت رسید. این گروه با آهنگ‌هایی مانند «A Night to Remember» و «Second Time Around» در سبک دیسکو و آراندبی موفقیت زیادی کسب کرد. اما واتلی در سال ۱۹۸۳ گروه را ترک کرد تا فعالیت انفرادی خود را آغاز کند.

## موفقیت در دوران انفرادی
در سال ۱۹۸۷، جودی واتلی اولین آلبوم انفرادی خود را با عنوان «Jody Watley» منتشر کرد که با موفقیت بزرگی همراه شد. این آلبوم شامل تک‌آهنگ‌های موفقی مانند «Looking for a New Love"", "Don't You Want Me» و «Some Kind of Lover» بود و باعث شد که او برندهٔ جایزهٔ گرمی برای بهترین هنرمند جدید در سال ۱۹۸۸ شود.

## ادامهٔ فعالیت و تأثیرگذاری
واتلی در دههٔ ۱۹۹۰ و ۲۰۰۰ همچنان به انتشار آلبوم‌های موفق ادامه داد و با سبک‌های متنوعی مانند هاوس، جَز و موسیقی الکترونیک نیز آزمایش کرد. او به عنوان یکی از مدل‌های تأثیرگذار در موسیقی پاپ شناخته می‌شود و در صنعت مد و موسیقی تأثیر عمیقی داشته است.

## میراث و افتخارات
جودی واتلی یکی از پیشگامان موسیقی رقص و پاپ محسوب می‌شود و بر بسیاری از هنرمندان بعد از خود تأثیر گذاشته است. او جوایز متعددی دریافت کرده و همچنان به عنوان یک آیکون موسیقی و مد در دنیای سرگرمی شناخته می‌شود.